# АРУ (объединение)
АРУ (Объединение архитекторов-урбани́стов) — общественная организация советских архитекторов, основанная в 1928 году Н. А. Ладовским и группой его последователей, вышедших из состава АСНОВА.
В созданной в 1923 году Н. А. Ладовским с группой архитекторов Ассоциации новых архитекторов (АСНОВА) с середины 1920-х годов стали идти процессы образования двух центров — вокруг Ладовского в возглавляемой им мастерской во ВХУТЕМАСе и на Основном отделении ВХУТЕМАСа, — которые в результате привели к организационному размежеванию. Как писал в 1931 году сам Ладовский, «АРУ явилось на свет не случайно, а вследствие назревшей необходимости выдвинуть на первое место вопросы планировки…<…> Большинство АСНОВА держалось взгляда, что необходимо вести отвлечённую теоретическую работу, „углубляя“ проблемы архитектуры в тиши. Мы же держались взгляда, что необходимо ввязываться в практическую работу…<…> Жизненными вопросами архитектуры мы считали вопросы планировки, чем занялись ещё в АСНОВА».
Первое, организационное, собрание АРУ состоялось 7 ноября 1928 года. Присутствовавшие на нём Н. А. Ладовский (председатель), Д. Ф. Фридман, А. З. Гринберг и Г. И. Глущенко приняли первую декларацию Объединения архитекторов-урбанистов (АРУ), в которой объявили о создании новой организации и сформулировали её цели и задачи. Среди учредителей АРУ в опубликованном позднее тексте числились архитекторы и инженеры Н. А. Ладовский, Д. Ф. Фридман, А. И. Зазерский, В. А. Лавров, Г. И. Глущенко, А. З. Гринберг, Г. Т. Крутиков, С. А. Лопатин, Б. В. Сакулин (Киев), А. Саишников, а также профессор, санитарный врач Я. И. Некрасов, санитарный врач Ковалёв, профессор-экономист Л. В. Жмудский. В начале 1928 года был принят устав АРУ и для ведения текущей организационной работы образован временный президиум во главе с Ладовским. Позднее Ладовский возглавил уже постоянный орган АРУ — правление.
К числу наиболее крупных работ АРУ в 1929—1930 годах относятся проекты рабочего посёлка на 50 тыс. человек для планируемого к строительству автомобильного завода под Нижним Новгородом, посёлка при Тельбесском металлургическом заводе, театра ВЦСПС, планировка Чарджуя, Котласа, Магнитогорска, территории Сельскохозяйственной академии в Москве, конкурсный проект Дворца Советов, Дома государственной промышленности и ряд других. Большую известность получила разработанная Н. А. Ладовским в связи с реконструкцией Москвы схема «динамического города» — так называемая «Парабола Ладовского», — которая предусматривала возможность развития центра города по оси параболы, к которой примыкали жилые районы, а за ними размещались промышленная и зелёная зоны.
27 августа 1930 года АРУ, как и другие объединения архитекторов, вошло на правах сектора в состав Московского областного отделения Всесоюзного архитектурно-научного общества (МОВАНО). Будучи уже в составе МОВАНО, АРУ опубликовало в 1931 году свою вторую декларацию, в которой было заявлено, что в СССР целесообразна деятельность лишь тех организаций архитекторов, которые рассматривают отдельное архитектурное сооружение как часть целого городского организма; АРУ считало себя первой организацией, созданной по этому принципу. Советский архитектор назывался в декларации политическим деятелем, активным участником борьбы за «культурную революцию», а задачей урбанизма провозглашалось преодоление «отрицательных сторон города в капиталистической системе» и развитие городов и поселений на основе «социалистического планирования».
Ликвидировано в 1932 году в связи с вхождением МОВАНО в состав вновь созданного Союза советских архитекторов.